# Riesenbibel von St. Florian
Die Riesenbibel von St. Florian ist eine illustrierte mittelalterliche Handschrift aus dem 12. Jahrhundert. Sie misst 66 × 48 cm und umfasst 357 Pergamentblätter mit Bibeltext in lateinischer Sprache und prachtvollen Malereien. Damit zählt sie zu den bedeutenden Kunstwerken der Buchkunst der Romanik. Die Riesenbibel wird in der Stiftsbibliothek von Stift St. Florian in Oberösterreich aufbewahrt.

## Geschichte
Ein derart umfangreiches Buch konnte nur von einem leistungsfähigen Scriptorium hergestellt werden, das in St. Florian seit etwa 1100 bestand. Die ursprünglich dreibändige Bibel entstand um 1140/50. Sie diente zur Lesung im Rahmen des klösterlichen Stundengebetes. Um 1500 erfolgte eine Neubindung zu einem einzigen Band, wobei vor allem Teile des ursprünglich dritten Bandes verloren gingen.
Einzelne entfremdete Blätter befanden sich weiterhin in Oberösterreich. Sie dienten im 16. und 17. Jahrhundert als Einbandmaterial für Akten des Starhembergischen Archives in der Burg Wildberg. Der Bestand gelangte über Schloss Riedegg nach Schloss Starhemberg in Eferding. Um 1900 wurde ein Großteil des Bestandes aus Platzgründen an eine Papiermühle verkauft. Darin aufgefundene und abgelöste Blätter der Bibel wurden um 1948 von Heinrich Fichtenau als „Eferdinger Riesenbibel“ bekannt gemacht, später aber eindeutig der Bibel von St. Florian zugeordnet.
2019 wurden weitere Blätter im Einband einer Archivhandschrift der Wallfahrtskirche Maria Schöndorf in Vöcklabruck aus dem Jahr 1594 entdeckt.

## Das Buch
Die Riesenbibel von St. Florian wird als Codex XI 1 in der Stiftsbibliothek aufbewahrt. Bestandteile dieser Bibel befinden sich auch in der Österreichischen Nationalbibliothek (zwei Blätter, Codex Nr. 4236, und Fragment Nr. 621) und im Oberösterreichischen Landesarchiv (Buchdeckelfund Nr. 1).
Der zweispaltige Satzspiegel umfasst 48 mal 34 cm mit 45–56 Zeilen pro Seite.
Das Titelschild und der Ledereinband über den Holzdeckeln stammen aus dem 15. Jahrhundert. Die Metallbeschläge sind vermutlich jünger.